# 舞雩镇
舞雩镇，原为舞雩乡，是中华人民共和国四川省乐山市犍为县下辖的一个乡镇级行政单位。2019年12月，撤销岷东乡、舞雩乡和伏龙乡，设立舞雩镇，将原岷东乡，原舞雩乡，原伏龙乡伏龙场社区1组、黄泽村、丛林村、砖房村、光明村、葵花村、向阳村，原下渡乡沙坝村、中和村和石溪镇石马村所属行政区域划归舞雩镇管辖。

## 行政区划
舞雩镇下辖以下地区：
舞雩场社区、双桥村、玉泉村、康乐村、熊马村、银桥村、高河村、金光村、高龙村和石坝村。